# Mägo de Oz
I Mägo de Oz sono un gruppo spagnolo di folk metal/medieval rock creato nel maggio del 1989 dal batterista Txus di Fellatio. Il nome nasce dall'aggiunta dell'umlaut al Mago di Oz di L. Frank Baum.

## Storia

### Inizi 1989-1992
Il gruppo fu fondato nel 1988 da Txus di Fellatio con il nome di Transilvania (ispirato dall'omonima canzone degli Iron Maiden), con gli amici Juanma Rodriguez (voce e chitarra ritmica), Pedro (chitarra solista) e David (basso). Nel maggio del 1989 il gruppo cambiò il nome in Mägo de Oz e registrò la demo, ¿Y qué más da? (con i brani Para ella, Y qué más da e Rompe las barreras). La band cominciò a suonare nei locali del quartiere di Fuencarral a Madrid, alternando i propri brani con cover di gruppi noti (Tequila, Asfalto, Topo e Iron Butterfly). Inizialmente il gruppo e i concerti non furono la prima occupazione del leader, Txus, che ambiva ad una carriera nel calcio.
Lo stesso anno al posto di David e Pedro subentrarono Chema (chitarra solista) e Salvador Rogelio García, detto 'Salva' (basso), ai quali si aggiunsero Paco (chitarra ritmica in sostituzione di Juanma che aveva deciso di concentrarsi sulla voce) e Alfonso (tastiera). Con la nuova formazione venne registrata un'altra demo, Canción de cuna para un bohemio (con i brani Lágrimas de guitarra, Mirando tras unos cristales, Solo en la ciudad e l'omonima Canción de cuna para un bohemio, che più tardi sarà ribattezzata Mägo de Oz). La musica della band era aperta ad ogni tipo di stile ed influenza, ma in particolare al folk rock e alla musica celtica. La band si esibiva inoltre in concerti in tutta Madrid.
Poco tempo dopo si ebbe un altro cambio di formazione: lasciarono il tastierista Alfonso e il chitarrista Paco, quest'ultimo sostituito da Charlie (chitarra ritmica). Subito dopo si aggiunse Carlos Prieto, 'Mohamed '(violino), con il quale il gruppo registrò una terza demo, Con la cabeza bien alta (brani Maruja, Rock Kaki Rock, Gerdúndula, Para ella nella versione 1992, El tango del donante e No seas pesá).
Nel 1992 il gruppo registrò la quarta demo (T'esnucaré contra'l bidé, Lo que el viento se dejó, dedicata all'allora premier Felipe González, Nena, El lago e Por ti cariño), che ebbe un certo successo nella circuito underground di Madrid; il gruppo arrivò inoltre alla finale del "concurso Villa de Madrid". Si ebbero ulteriori cambi di formazione: Chema abbandonò il gruppo, sostituito da Carlitos (chitarra solista), e lasciò anche il chitarrista Charlie. Chema ritornò nuovamente nel gruppo e si aggiunse inoltre Tony Del Corral (sassofono). Con la nuova formazione suonarono all'Esposizione universale di Siviglia con un discreto successo.

### Anni 1994-2003
Nel 1994 la band iniziò la registrazione del suo primo album, intitolato Mägo de Oz, che fu pubblicato l'anno successivo, prodotto da Txus, che si era deciso a dedicarsi interamente alla musica e fu finanziato da un prestito del padre, e da Alberto Plaza. Il disco, uscito nell'ottobre 1994 ebbe inizialmente scarso successo, soprattutto a causa di una cattiva distribuzione. Abbandonarono il gruppo Chema (chitarra), Juanma (voce) e Tony (sassofono). Al posto di Juanma subentrò per breve tempo il cantante Auri. Nel 1996 subentrarono José Andrëa (voce) al posto di Auri e Frank (chitarra) al posto di Chema.
Con questa nuova formazione, sempre nel 1996 iniziò la registrazione del secondo album, Jesús de Chamberí, prodotto da Alberto Plaza e Mägo de Oz. Il CD fu pubblicato il 3 ottobre dello stesso anno con l'etichetta Locomotive Music.
La tournée promozionale di questo secondo album prese il nome di Via Crucis tour ed ottenne un grande successo in tutta la Spagna.
Nel 1997 registrarono nuovamente cinque brani del loro primo album, migliorando la qualità del suono e con i due nuovi componenti del gruppo (José e Frank), per la produzione di G. Sider. Fu il primo album del gruppo con la copertina disegnata dall'artista Gaboni. La presentazione dell'album (La bruja) si svolse presso la sala Canciller di Madrid e la nuova registrazione ottenne successo.
Nel 1998 registrarono un terzo album, La leyenda de la Mancha, opera rock ispirata al Don Chisciotte della Mancia di Miguel de Cervantes, con riff di chitarra, melodie celtiche e ballate. L'album fu presentato in due tour, De ida y vuelta de Rocinante tour, che cominciò nella sala da concerto "La Rivera" di Madrid e fu costituito da 115 concerti, e Molinos de viento en América, che portò il gruppo per la prima volta negli Stati Uniti.
Nel 1999, per i dieci anni dalla nascita del gruppo, girarorono una videocassetta, Resacosix en Hispania, che ripercorreva la storia del gruppo.
Il 7 ottobre 2000 fu pubblicato il loro primo disco doppio, Finisterra, con l'aggiunta nel gruppo di Sergio "Kiskilla" (tastiere) e Fernando Ponce (fiati). Il disco ha elementi folk e heavy metal. Ne furono estratti tre singoli: Fiesta pagana, del quale in seguito venne pubblicata anche una videoclip, quini El que quiera entender, que entienda e infine La danza del fuego. Dalla storia nell'album venne tratta una storia a fumetti disegnata da Gaboni, intitolata Cuentos de Satania.
La tournée legata all'album (Santiago y vuelca España Tour) si avvalse di luci, effetti pirotecnici e strutture gonfiabili. Durante il tour furono registrate tracce dal vivo nel concerto di Saragozza che furono pubblicate nell'album dal vivo Fölktergeist nell'ottobre del 2002; la nuova tournée che accompagnò questo secondo disco (Apechugando Tour) ebbe ancora più giochi pirotecnici e una scenografia più elaborata e venne registrata a Cedeira, con Txus sostituito dal batterista Sergio Martínez, ex membro degli Ankhara. La registrazione fu pubblicata nel 2003 nell'album  A costa da rock insieme a un DVD. Il bassista Salva abbandonò il gruppo e fu sostituito da Sergio (basso).

### Anni 2000
Nel 2002 fu ripubblicato come singolo il quinto brano dell'album La leyenda de la Mancha, Molinos de viento, insieme a un videoclip.
Nel 2003 fu avviato il progetto di una trilogia di album (Gaia): il primo album della trilogia (Gaia) fu lanciato nello stesso anno e aveva come tematica la conquista dell'impero azteco da parte di Hernán Cortés. I due brani del disco che ottennero maggior successo, entrambi semplici, furono La costa del silencio e La rosa de los vientos e furono tenuti diversi concerti in Sudamerica. La musica metteva in secondo piano le chitarre e tendeva maggiormente all'hard rock più che all'heavy metal e l'album non ebbe lo stesso successo dei precedenti.
Nel 2004 registrarono il loro sesto album, al di fuori della trilogia di Gaia, Belfast, in onore della città irlandese, palcoscenico dei conflitti tra cattolici e protestanti. L'album, prodotto da Locomotive Music, è una raccolta di cover, con alcuni brani da produzioni anteriori. Il brano Alma (dall'album Gaia) venne registrato in versione orchestrale e il brano La rosa de los vientos in versione metal.
Alla formazione della band si aggiunse un terzo chitarrista, Jorge Salán, e qualche mese dopo lasciò Sergio, sostituito per breve tempo da Luis Miguèl Navalon (basso).
Nel 2005 fu pubblicato l'album dal vivo Madrid Las Ventas, registrato alla plaza de toros Las Ventas di Madrid e pubblicato da Locomotive Music senza il consenso del gruppo, già scritturato da altra casa discografica. Con un nuovo bassista, Pedro, detto Peri, il 14 novembre dello stesso anno uscì l'album Gaia II: la voz dormida, seconda parte della trilogia Gaia. L'uscita dell'album fu preceduta dal singolo La posada de los muertos.
Nel novembre del 2007 uscì l'ottavo album in studio, La ciudad de los árboles, con l'aggiunta della cantante Patricia Tapia, che aveva già collaborato in passato con la band.
Domenica 27 luglio 2008 i Mägos de Oz tennero il loro primo concerto in Italia a Milano (Idroscalo).
Il 16 settembre 2008 fu pubblicato il CD DVD Barakaldo D.F., che raccoglieva brani live tratti dal disco Gaia II: la voz dormida, oltre a pezzi storici della band suonati durante il tour estivo. 
Alla fine del tour il chitarrista Jorge Salan lasciò la band per potersi dedicare al suo progetto solista.
Nel 2009 i Mägo de Oz organizzarono per i 20 anni della band il tour La leyenda de la Mancha Tour 2009.

### Anni 2010
Nel 6 aprile 2010 è stato reso pubblico il terzo disco della trilogia Gaia, Gaia III: Atlantia. L'annuncio della prossima pubblicazione era stato dato il 15 gennaio; il 4 marzo il sito MNS.com/es aveva pubblicato in esclusiva il video del primo singolo estratto dall'album, Que el viento sople a tu favor, che raggiunse in 24 ore 110.000 visualizzazioni e venne ripubblicato, inoltre, in alta definizione sul sito ufficiale del gruppo.
Il 7 luglio dello stesso anno l'album ha ottenuto il disco d'oro e per l'occasione sul sito ufficiale è stato pubblicato il video del brano Vodka 'n roll.
Tra il 2010 e il 2012 si sono avuti diversi cambiamenti nella formazione del gruppo.
Il 26 giugno 2010 Fernando Ponce (fiati), che nell'ultimo concerto ha salutato il pubblico con l'esecuzione del brano Fuerza y honor, e il 24 ottobre, con un comunicato pubblicato sul sito ufficiale, il cantante José Andrëa, che ha tuttavia proseguito il tour in quel momento in corso. Il 12 aprile 2012 sono usciti dal gruppo anche il tastierista Kiskilla e il bassista Peri, che si sono uniti alla band Uroboros dell'ex cantante Josè Andrëa; il 13 giugno sono stati sostituiti da Fernando Mainer (basso) e da Javier Dìez (tastiere): quest'ultimo aveva già partecipato ad alcuni concerti del gruppo dal vivo nel 2008 ed entrambi erano collaboratori dell'ex chitarrista Jorge Salan; il 12 agosto è entrato a far parte del gruppo anche Javier Domínguez, detto Zeta (voce), già voce del gruppo heavy metal Al otro lado.
Il 31 ottobre 2012 è stato pubblicato il video del primo singolo, Xanandra, tratto dal nuovo album con la nuova formazione. L'album, l'undicesimo prodotto in studio dalla band, Hechizos, pocimas y brujeria, è stato pubblicato il 27 novembre. Il nuovo tour ha esordito nel febbraio del 2013 e nel corso dell'anno sono inoltre stati pubblicati due singoli estratti dall'album, H2OZ, prima, e El libro de las sombras, poi.
Alla fine dell'anno viene pubblicata la raccolta Celtic Land, disco doppio che celebra i 25 anni della band e comprende alcuni brani dell'ultimo album, reinterpretati con la collaborazione di altri gruppi (Korpiklaani, Elvenking) e cantanti solisti del panorama folk metal - medieval rock. Il primo dei due dischi è costituito da brani esclusivamente in lingua inglese. Il singolo che ha preceduto l'uscita della raccolta è stato la reinterpretazione del brano Fiesta pagana, in collaborazione con Leo Jiménez, Víctor García, Tete Novoa, Fortu Sánchez, Tony Solo, Raúl Gutierrez (ex del gruppo La fuga), Carlos Escobedo, Carlitos, Jerónimo Ramiro (del gruppo Santelmo), Alberto Marín (del gruppo Hamlet), Manuel Seoane (del gruppo Burning Kindom).
Nel 2014 il nuovo tour della band, Celtic Land of Oz, ha previsto tappe in tutta Europa, tra cui due tappe in Italia, con un concerto il 18 luglio a Cenate di Sotto in provincia di Bergamo, inserito nell'evento Metal for Emergency, e uno il 29 agosto a Fabrica di Roma (provincia di Viterbo).
Il 6 ottobre dello stesso anno è stato pubblicato il video del primo singolo estratto dal nuovo album, Cadaveria, che secondo i critici si è discostato dallo stile consueto del gruppo. L'album, Ilussia è stato pubblicato il 21 ottobre. Il tour seguente, Ilussia 3D ha esordito il 27 febbraio 2015 con il primo concerto a Madrid, presso "The Box BarclayCard Center". Il tour ha proposto i brani del nuovo album e un filmato in 3D sulla storia del circo Ilussia, dal quale l'album prende il nome.

## Formazione

### Formazione attuale
- Jesús María Hernández Gil ‘Txus di Fellatio’ - batteria (dal 1989 a oggi)
- Carlos Prieto ‘Mohamed’ - violino (dal 1989 a oggi)
- Manuel Seoane - chitarra (dal 2019 a oggi)
- Victor de Andrès - chitarra (dal 2020 a oggi)
- Josema Pizarro - flauti, cornamuse (dal 2010 a oggi)
- Patricia Tapia - voce, cori (dal 2007 a oggi)
- Fernando Mainer - basso (dal 2012 a oggi)
- Manuel Ramil - tastiera (dal 2022 a oggi)
- Rafa Blas - voce (dal 2023 a oggi)

### Ex componenti
- Pedro: chitarra solista (1989)
- David: basso (1989)
- Alfonso: tastiera (dal 1989 al 1992)
- Paco: chitarra (dal 1989 al 1992)
- Salva: basso (dal 1989 al 2002)
- Juanma Rodriguez: voce (dal 1989 al 1995)
- Chema: chitarra (dal 1990 al 1992 e dal 1994 al 1996)
- Charlie: chitarra (dal 1992 al 1994)
- Tony Del Corral: sassofono (dal 1993 al 1994)
- Auri: voce (1995)
- José Andrëa - voce (dal 1995 al 2011)
- Fernando Ponce de León - flauti e cornamuse (dal 1997 al 2010)
- Sergio ‘Kiskilla’ - tastiera e fisarmonica ([dal 1997 al 2012)
- Sergio - basso (dal 2003 al 2004)
- Luis Miguel Navalon - basso (2004)
- Jorge Salán - chitarra (dal 2004 al 2008)
- Pedro Díaz ‘Peri’ - basso (dal 2004 al 2012)
- Joaquìn Arellano - batteria (2006, solo dal vivo)
- Juan Carlos Marìn ‘Carlitos’ (1992 al 2020)
- Francisco Javier Alejandro Octavio Gómez de la Serna Alvarino ‘Frank’ (1996 al 2020)
- Javier Domínguez ‘Zeta’ - voce (dal 2012 a 2023)

## Discografia

### Album in studio
- Mägo de Oz (1994)
- Jesús de Chamberí (1996)
- Mägo de Oz (La bruja) (1997)
- La leyenda de la Mancha (1998)
- Finisterra (2000)
- Gaia (2003)
- Belfast (2004)
- Gaia II: La Voz Dormida (2005)
- La ciudad de los árboles (2007)
- Gaia III: Atlantia (2010)
- Gaia: Epílogo (2010)
- Hechizos, pocimas y brujeria (2012)
- Ilussia (2014)
- Finisterra Opera Rock (2015)
- Ira Dei (2019)
- Bandera Negra (2021)
- Alicia en el Metalverso (2024)

### Album dal vivo
- Fölktergeist (2002)
- A Costa da Rock (2003)
- Madrid Las Ventas (2005)
- Barakaldo D.F. (2008)
- Diabulus In Opera (2017)

### Raccolte
- Grandes (2003)
- Rarezas (2006)
- The Best Oz (2006)
- Rock 'n' Oz (2006)
- Grandes éxitos (2006)
- Love and Oz (2011)
- Celtic Land (2013)
- Celtic Land of Oz (2014)

### Album non ufficiali
- Acústico '97 o Acústicos en Afterdark (1997): bootleg acustico precedente all'album La leyenda de la Mancha, in cui il brano El templo del adiós è cantato in inglese con il titolo originale (The Temple of the King).
- Mägo de Oz 3.0 (2016): remix.

### Video
- Resacosix en Hispania (1999)
- Finisterra DVD (2000)
- Fölktergeist (2002)
- A costa da rock (2003)
- Madrid Las Ventas (2005)
- Gaia II: La Voz Dormida (edizione speciale) (2005)
- Barakaldo D.F. (2008)
- Gaia III: Atlantia (edizione speciale) (2010)
- Ilussia 3D (2015)

### Partecipazioni
- Strange World (Transilvania 666, tributo agli Iron Maiden) (1999)
- Concierto para ellos (Larga vida al... Volumen Brutal, tributo ai Barón Rojo) (2002)
- Whole Lotta Love (The music remains the same, tributo ai Led Zeppelin) (2002)
- Sancho, Quijote (Patitos Feos, tributo ai bambini) (2002)
- Gracias a la sociedad (Si no te gusta lo ke hazemos, tributo agli A Palo Seko) (2005)
- Man On The Silver Mountain (tributo ai Rainbow) (2001)
- Dama Negra (tributo agli Uriah Heep)

## Libri
- Por el camino de baldosas amarillas, en la tierra de Oz (SGAE), (2003)
- Partituras (2003)